# 中橋 (秋山川)
中橋（なかばし）は栃木県佐野市天明町と同市大橋町の間の秋山川に架かる佐野市道53号の橋。正式名称は佐野7号橋。佐野市管理の市道橋である。

## 歴史
- 1930年（昭和5年） - 開通[3]。橋長42.5 mのPC橋である[2]。
- 2019年（令和元年）10月 - 令和元年東日本台風（台風19号）により発生した河川の氾濫により中央径間部分の橋桁と橋脚が流失し、通行止めとなる[4][5]。なお、この橋は2016年にすぐ上流にある桐生岩舟線の大橋とともに架け替えが既に計画されている[1]。

## 隣の橋
- 秋山川

両毛線 - 大橋 - 中橋 - 天明大橋 - 赤坂鷹部屋橋